# Viljans Öga
Viljans Öga – trzeci album studyjny szwedzkiej grupy progresywnej Änglagård, wydany w 2012 roku przez Änglagård Records.

## Lista utworów
Opracowano na podstawie materiału źródłowego.
Muzykę skomponował i zaaranżował Änglagård.
| Nr | Tytuł utworu      | Długość |
| -- | ----------------- | ------- |
| 1. | „Ur vilande”      | 15:47   |
| 2. | „Sorgmantel”      | 12:06   |
| 3. | „Snårdom”         | 16:15   |
| 4. | „Längtans klocka” | 13:22   |
|    |                   | 57:30   |

## Twórcy
Opracowano na podstawie materiału źródłowego.
Muzycy:
- Johan Brand – gitara basowa
- Jonas Engdegård – gitary
- Anna Holmgren – flet, saksofon tenorowy
- Thomas Johnson – fortepian, melotron, syntezatory
- Mattias Olsson – perkusja, instrumenty perkusyjne, hałas

Dodatkowi muzycy:
- Ulf Åkerstedt - trąbki, tuba basowa
- Daniel Borgegård Älgå - klarnet, klarnet basowy, saksofon barytonowy
- Tove Törnberg - wiolonczela

Produkcja:
- Änglagård – produkcja muzyczna
- Alar Suurna – miksowanie
- Thomas Eberger – mastering
- Johan Brand – szata graficzna